# NGC 423
NGC 423 (również PGC 4266) – galaktyka spiralna (S0-a), znajdująca się w gwiazdozbiorze Rzeźbiarza. Odkrył ją John Herschel 14 listopada 1835 roku.